# Урочище Озірний (Озірне)

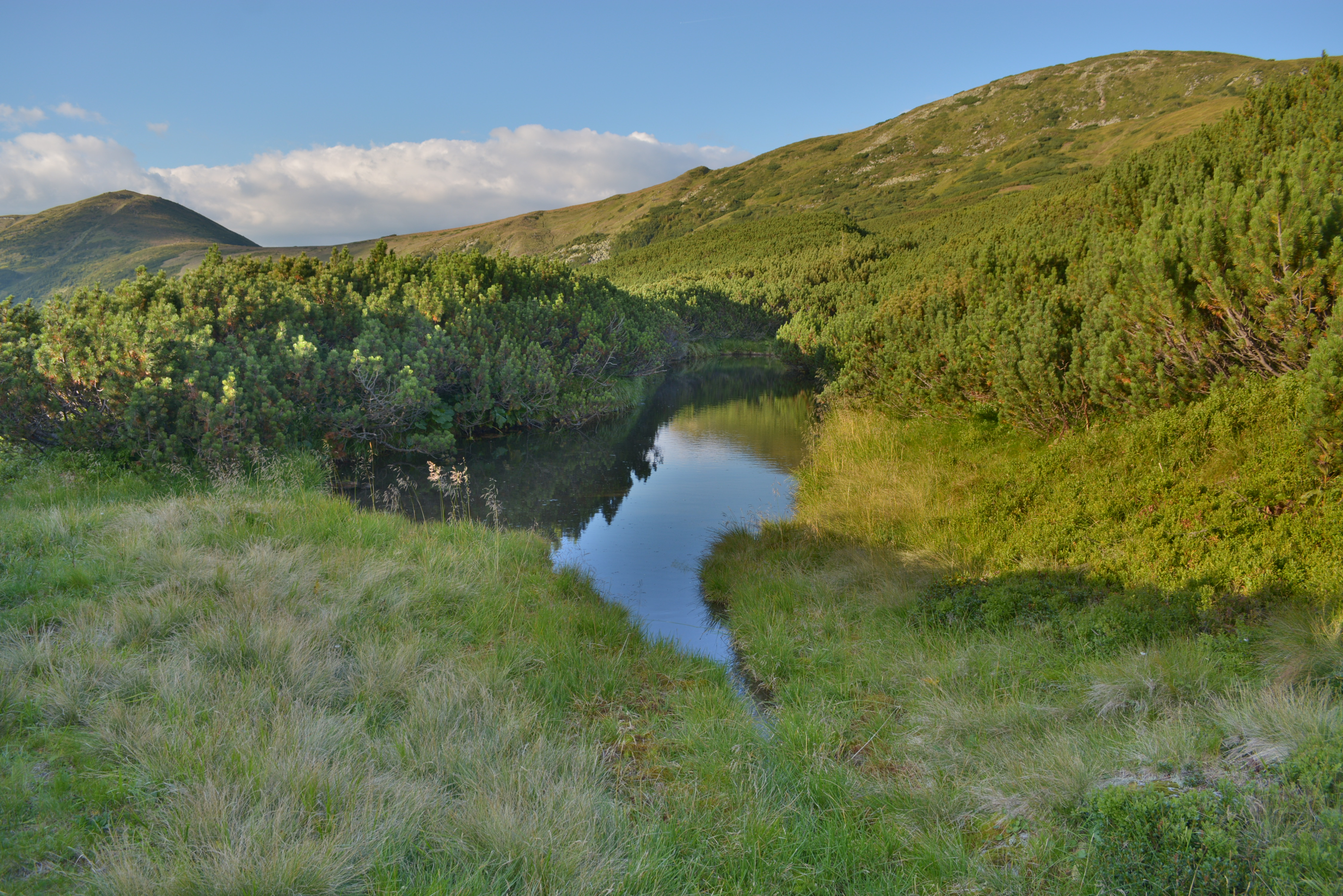
Озеро Верхнє Озірне в урочищі Озірний

Озірний (або Озірне) — урочище у Рахівському районі Закарпатської області, на західних схилах гір Пожижевська, Данціж і Туркул Чорногірського масиву, у межах Карпатського біосферного заповідника. 
Розташоване в амфітеатрі давнього фірнового поля часів зледеніння. 
В Озірному розташовані також інші озера Чорногори — Верхнє Озірне, Нижнє Озірне, озерця Кисле і Середнє Озірне, а також болотне озерце Циклоп. Водойми Озірного дають змогу прослідкувати весь їх еволюційний ряд від льодовикового озера до верхового болота.